# Mistrzostwa świata w pétanque
Mistrzostwa świata w pétanque organizowane są od roku 1959. Od 1987 r. odbywają się mistrzostwa świata juniorów, a od 1988 mistrzostwa świata kobiet. Mistrzostwa świata seniorów, kobiet i juniorów odbywają się co 2 lata.

## Mistrzostwa świata seniorów
Mistrzostwa świata seniorów po raz pierwszy odbyły się w roku 1959 w Spa (Belgia). Do 2008 organizowane były co roku, jednak nie rozegrano ich w latach: 1960, 1962, 1967, 1968, 1969 i 1970. Światowa federacja petanque uznała jednak, żeby rozgrywać Mistrzostwa Świata naprzemiennie z Mistrzostwami Kontynentalnymi ze względu na zwiększającą się liczbę chętnych w głównej imprezie. Mistrzostwa Europy oraz inne Mistrzostwa Kontynentalne są eliminacją do Mistrzostw Świata w następnym sezonie.

### Triplety
| Rok  | Miejsce rozegrania                 | Złoto                                                                          | Srebro | Brąz |
| ---- | ---------------------------------- | ------------------------------------------------------------------------------ | --- | --- |
| 1959 | Spa, Belgia                        | Francja 1 De Souza, Marcou, Maraval                                            | Tunezja Ayad, Charad, Perechichi                                                                                 | Francja 3 Martell, Chabaud, Scivicco |
| 1961 | Cannes, Francja                    | Francja 1 De Souza, Marcou, Maraval                                            | Hiszpania Maccario Navarro Hutado, Herrero Antonio Fernandez Arincon, FRANSISCO ARREBAS CABRERO                  | Francja 2 BERRARD, AUDRY, OLIVIER |
| 1963 | Casablanca, Maroko                 | Francja De Souza, Marcou, Maraval                                              | Maroko 1 MATHANI Jidhal-PACIFICO José-SANCHEZ Tony                                                               | Maroko 2 ARCHANE Mahmoud-SLIMANE Iffelahen-BELHAJ ELADAOUI                                                                                                 |
| 1964 | Genewa, Szwajcaria                 | Algieria Gourah, Sennia, Farah                                                 | Maroko KOUIDER, LONGO, HALLER                                                                                    | Szwajcaria DEHUAZ, LELLO, MARRO |
| 1965 | Madryt, Hiszpania                  | Szwajcaria Evéquoz, Ferraud, Theiler                                           | Hiszpania Giner José, Navarro Marcario, SANCHEZ Antoine                                                          | Francja MELIS François, PAON Jean, Sarnito Marcel |
| 1966 | Palma de Mallorca, Hiszpania       | Szwajcaria Evéquoz, Ferraud, Theiler                                           | Monako Bellone, Michel, Nigioni                                                                                  | Hiszpania Cardenal, Cardenal, Delpino |
| 1971 | Nicea, Francja                     | Hiszpania Pérez, Villalva, Cardenal                                            | Belgia Peelen Claude, Somacal Bruno, Decerf Michele (kobieta)                                                    | Francja Paon Jean, Lebeau Robert, MATTEI Tiburce |
| 1972 | Genewa, Szwajcaria                 | Francja Paon, Lebeau, Mattei                                                   | Tunezja FERDJANI Momo, DORNEK, MAATALAH                                                                          | Francja Milero, MUSSO, Merentier |
| 1973 | Casablanca, Maroko                 | Szwajcaria Pierre Haraz, Daniel Baldo, Michel Vuignier                         | Francja Catusse, Lafont, Senezergues                                                                             | Maroko Anzit, Pariset, SIMOES Georges |
| 1974 | Alicante, Hiszpania                | Francja Kokoyan, Garcia, Moralés                                               | Monako Cornutello pére, Cornutello Jean Marie, Enza                                                              | Belgia Pecriaux Willy, Vassart Alain, PANAGIOUTOU Péricles                                                                                                 |
| 1975 | Québec, Kanada                     | Włochy Serrando, Pau, Carioli                                                  | Francja 1 Kokoyan, Garcia, Morales                                                                               | Francja 2 Calleca, Calleca, Fritsch |
| 1976 | Monako, Monako                     | Francja Rouviere, Luchesi, Calenzo                                             | Monako CORNUTELLO pére, CORNUTELLO Jean Marie, BANDOLI                                                           | Tunezja Kadour, Ferdjani, Mourad |
| 1977 | Luksemburg, Luksemburg             | Francja 1 Rouviere, Luchesi, Calenzo                                           | Francja 2 Naudo, Naudo, Gouges François                                                                          | Francja3 Arcolao Ange, TINI, FRESCURA |
| 1978 | Mons, Belgia                       | Włochy Serrando, Napolitano, Ferro                                             | Monako Clapier, Menghini, Martine                                                                                | Francja Paon Jean, Lebeau Robert, MATTEI Tiburce |
| 1979 | Southampton, Wielka Brytania       | Włochy Serrando, Napolitano, Ferro                                             | Monako Sobrero, Cornutello JM,Sobrero                                                                            | Francja Calenzo, Luchesi, Rouviere |
| 1980 | Nevers, Francja                    | Szwajcaria Camélique, Franzin, Savio                                           | Hiszpania Landa, Guisado, Jorrin                                                                                 | Włochy Sacco, Zanelli, Casagrande |
| 1981 | Gandawa, Belgia                    | Belgia Hemon, Hemon, Berg                                                      | Tunezja B Jabeur, Maatalah, Jendoubi                                                                             | Tunezja A Kaddour, Ferdjan, Lakili |
| 1982 | Genewa, Szwajcaria                 | Monako BANDOLI Bernard, CORNUTELLO Jean-Marie, CLAPIER Raymond                 | Madagaskar 1 ANDRIANOMENTSOA Semplice, ANDRIAMALALA Anicet, ANDRIAMALALA Bien-Aimé Clément                       | Szwajcaria 2 COLOMBANI Afro, HERITIER Pierre, NICOLET Roland                                                                                               |
| 1983 | Tunis, Tunezja                     | Tunezja Ferjani, Benhmida, Jabeur                                              | Belgia Lafontan Gerard- SIMON Guy- MERTENS Patrick                                                               | Hiszpania Roig Ruiz- Roig Ruiz- Romain Desaire |
| 1984 | Rotterdam, Holandia                | Maroko ALAOUI Hafid, KOUIDER Seddik, SAFRI Mohamed                             | Algieria BOUFKEDA Abdellak, SENNIA Karim, KERDJOU Malik                                                          | Francja 2 LAGARDE Jean-Claude, DEJEAN Michel, FERRAND Jean-Michel                                                                                          |
| 1985 | Casablanca, Maroko                 | Francja CHOUPAY Didier, BIDEAU Alain, LOPEZE Patrick                           | Monako 2 CLAPIER Raymond, DI SIERVI Raphaël, GAZZO Ernest                                                        | Włochy CASAGRANDE Luigi, ZUNINO Amélio, SACCO Riciotti |
| 1986 | Épinal, Francja                    | Tunezja JENDOUBI Allala, LAKILI Raouf, LAKILI Tarek                            | Maroko 2 ALAOUI Hafid, SAFRI Mohamed, HAMMOUCHEN Aziz                                                            | Algieria 1 SENNIA Karim, BOUKEMICHE Brahim, FETIS Mourah                                                                                                   |
| 1987 | Bumardas, Algieria                 | Maroko 1 ALAOUI Hafid, SAFRI Mohamed, HAJ Aouda                                | Maroko 2 MOUFID Amal, LAOUJA Abdeltatif, EL OUADI Hadj                                                           | Tunezja 1 OUCHTATI Fethi, BEDJAOUI Amar, FERDJANI Mohamed                                                                                                  |
| 1988 | Genua, Włochy                      | Francja 2 VOISIN Daniel, FAZZINO Christian, CHOUPAY Didier                     | Maroko 3 ESSAFRI Ahmed, ALOUI Hafid, MOUFID Ahmed                                                                | Francja 1 LAPIETRA Serge, LUCHESI René, FOYOT Marco |
| 1989 | Pineda de Mar, Hiszpania           | Francja 3 Daniel Voisin, Christian Fazzino, Didier Choupay                     | Maroko 2 Hafid Aloui, Haj Elouadi, Abdellatif Laouija                                                            | Hiszpania 1 FETAH Medsas, HERNANDEZ Agustin, ASENSI Francisco                                                                                              |
| 1990 | Monako, Monako                     | Maroko 1 ALAOUI Hafid, LAOUJA Abdeltatif, MOUFID Amal                          | Francja 1 MARIGOT Roger, MARCO Roger, SIMOES Georges                                                             | Francja 2 Jean Pierre WATTIEZ – Patrick MILCOS – Philippe QUINTAIS                                                                                         |
| 1991 | Escaldes-Engordany, Andora         | Francja 2 SCHATZ Michel, QUINTAIS Philippe, SIMOES Georges                     | Tajlandia 2 KANJANAKIJ Narong, SUKKAVATANA Amnat, NOPPALAI Thanee                                                | Francja 1 VOISIN Daniel, FAZZINO Christian, CHOUPAY Didier                                                                                                 |
| 1992 | Aosta, Włochy                      | Francja 1 Marco Foyot, FAZZINO Christian, MONARD Daniel                        | Francja 3 SCHATZ Michel, QUINTAIS Philippe, SIMOES Georges                                                       | Belgia 2 VAN CAMPENHOUT Michel, VAN CAENEGHEM Alain, WEIBEL Claude                                                                                         |
| 1993 | Chiang Mai, Tajlandia              | Francja 1 SCHATZ Michel, QUINTAIS Philippe, SIMOES Georges                     | Francja 2 BRIAND Michel, LOY Michel, LEDANTEC David                                                              | Algieria 2 BELABIB Mohamed, FEKIR Rachid, ZEBOUDI Ahmed |
| 1994 | Clermont-Ferrand, Francja          | Francja 1 CHOUPAY Didier, LOY Michel, BIDEAU Alain                             | Belgia 1 VAN CAMPENHOUT Michel, MARCHANDISE Joël, WEIBEL Claudy                                                  | Francja 2 BRIAND Michel, FAZZINO Christian, FOYOT Jean-Marc                                                                                                |
| 1995 | Bruksela, Belgia                   | Francja 2 SUCHAUD Philippe, QUINTAIS Philippe, LE DANTEC David                 | Francja 1 FAZZINO Christian, FOYOT Jean-Marc, SCHATZ Michel                                                      | Maroko ALAOUI Hafid, ESSAFRI Ahmed, MOUFID Amal Francja 3                                                                                                  |
| 1996 | Essen, Niemcy                      | Francja 3 SUCHAUD Philippe, QUINTAIS Philippe, LE DANTEC David                 | Tunezja FERJANI Mohammed, LAKHAL Khaled, TAYACHI Amar                                                            | Francja 2 SCHATZ Michel, FOYOT Jean-Marc, BRIAND Michel |
| 1997 | Montpellier, Francja               | Tunezja LAKHAL Khaled, LAKILI Abderraouf, LAKILI Tarek                         | Francja 2 MILEI Pascal, BRIAND Michel, RADNIC Zvonko                                                             | Francja 3 SUCHAUD Philippe, QUINTAIS Philippe, LOY Michel                                                                                                  |
| 1998 | Maspalomas, Hiszpania              | Francja BRIAND Michel, CHOUPAY Didier, FAZZINO Christian, QUINTAIS Philippe    | Maroko ADJANI Saďd, HALOUI Hafid, SEGHIR Youssef, SAISSI Youssef                                                 | Belgia HEMON Jean-François, LOZANO André, VAN CAMPENHOUT Michel, WEIBEL Claudy                                                                             |
| 1999 | Saint-Denis de la Réunion, Francja | Madagaskar ANDRIATSEHONO Christian, OUKABAY Kailas, RANDRIANANISANA Jean-Jacky | Belgia LOZANO André, VAN CAMPENHOUT Michel, VAN DER BIEST William, WEIBEL Claudy                                 | Francja HUREAU Damien, LE DANTEC David, LOY Michel, SUCHAUD Philippe Tajlandia                                                                             |
| 2000 | São Brás de Alportel, Portugalia   | Belgia HEMON Jean-François, WEIBEL Claudy, LOZANO André, VAN CAMPENHOUT Michel | Tunezja FERJANI Mohamed, LAKHAL Khaled, LAKILI Tarek, MAY Lassaad                                                | Francja QUINTAIS Philippe, SUCHAUD Philippe, ROBERT Jean-Luc, FOYOT Jean-Marc Włochy                                                                       |
| 2001 | Monako, Monako                     | Francja Philippe SUCHAUD, Philippe QUINTAIS, Henri LACROIX, Eric SIROT         | Tunezja Mohamed FERJANI, Khaled LAKHAL, Tarek LAKILI, Lassad MAY                                                 | Belgia Jean-François HEMON, Claudy WEIBEL, André LOZANO, Michel VAN CAMPENHOUT Madagaskar                                                                  |
| 2002 | Grenoble, Francja                  | Francja Philippe QUINTAIS, Henri LACROIX, Philippe SUCHAUD, Eric SIROT         | Maroko ALAOUI, ELACHNI, HABCHI, SATSSY                                                                           | Tajlandia Madagaskar Jean Randrianandrasana, Altaf..., Mparany..., Carlos...                                                                               |
| 2003 | Genewa, Szwajcaria                 | Francja 2 Henri LACROIX, Philippe QUINTAIS, Philippe SUCHAUD, Eric SIROT       | Francja 1 HURAU Damien, Bruno LE BORSICAUD, Michel LOY, Bruno ROCHER                                             | Belgia Weibel, Podor, Vancampenhout, Uytheroeven |
| 2004 | Grenoble, Francja                  | Francja 1 Damien HUREAU, Bruno LEBOURSICAUD, Bruno ROCHER, Michel LOY          | Belgia Jean-François HEMON, Serge PODOR, Michel VAN CAMPENHOUT, Claudy WEIBEL                                    | Kambodża Tha HENG, Meas SOK CHAN, Yim SOPHORN Francja 2 Philippe QUINTAIS, Philippe SUCHAUD, Eric SIROT                                                    |
| 2005 | Bruksela, Belgia                   | Francja 1 Simon CORTES, Philippe SUCHAUD, Julien LAMOUR, Henri LACROIX         | Belgia Claudy WEIBEL, Jean François HEMON, VAN CAMPENHOUT Michel, André LOZANO                                   | Tajlandia Francja 2 |
| 2006 | Grenoble, Francja                  | Francja 1 CHAGNEAU Didier, DUBREUIL Sylvain, LOY Michel, MILEI Pascal          | Tunezja ATALLAH Sami, EL BEY Nabi, LAKHAL Khaled, FERJANI Mohamed                                                | Tajlandia Włochy |
| 2007 | Pattaya, Tajlandia                 | Francja LACROIX Henri, SUCHAUD Philippe, LEBOURSICAUD Bruno, GRANDET Thierry   | Madagaskar MAMINIRINA Patrick, DINMAMOD Mamod Jacky, RAKOTOARIVELO Sylvain Carlos, ANDRIANIAINA Christian        | Włochy ANCOTTO, ZOCCO, DUTTO, OCCELLI Tunezja LAKILI, ACHI, ATALLAH, LAKHAL                                                                                |
| 2008 | Dakar, Senegal                     | Francja 2 Grandet Thierry, LACROIX Henry, LEBOURSICAUD Bruno, SUCHAUD Philippe | Tajlandia PHUSAAD Thaloengkiat, PIACHAN Suksan, PHUKRAM Pakin, SRIBOONPENG Sarawut                               | Belgia VAN CAMPENHOUT Michel, MASUY Michael, WEIBEL Claudy, HEMON Jean Francois Francja 1 ZWONKO Radnic, MILEI Pascal, ROBINEAU Stephane, SUCHAUD Philippe |
| 2010 | Izmir, Turcja                      | Francja Bruno Leboursicaud, Henri Lacroix, Philippe Suchaud, Thierry Grandet   | Madagaskar David Randriamarohaja, Jean Marson Ratolojanahari, Tianalaurero Razanadrakoto, Christian Andrianiaina | Mauretania Abdallahi Mamadou, Ibrahim Ivekou, Hamoud Ethmane, Sidi Abdallah Hiszpania R-C Lopez Ferrer, D-S Romano, F-J Flores Reina, M-H Romero Rubio     |

#### Klasyfikacja medalowa
| Miejsce | Kraj       | Złoto | Srebro | Brąz | Suma |
| ------- | ---------- | ----- | ------ | ---- | ---- |
| 1       | Francja    | 25    | 8      | 20   | 53   |
| 2       | Szwajcaria | 4     | 0      | 1    | 5    |
| 3       | Tunezja    | 3     | 7      | 4    | 14   |
| 4       | Maroko     | 3     | 5      | 2    | 10   |
| 5       | Włochy     | 3     | 0      | 4    | 7    |
| 6       | Belgia     | 2     | 6      | 6    | 14   |
| 7       | Monako     | 1     | 7      | 0    | 8    |
| 8       | Hiszpania  | 1     | 3      | 2    | 6    |
| 9       | Madagaskar | 1     | 2      | 0    | 3    |
| 10      | Algieria   | 1     | 1      | 2    | 4    |
| 11      | Tajlandia  | 0     | 2      | 3    | 5    |
| 12      | Kambodża   | 0     | 0      | 1    | 1    |
|         | Mauretania | 0     | 0      | 1    | 1    |

### Strzał precyzyjny
Konkurs strzału precyzyjnego na mistrzostwach świata został po raz pierwszy wprowadzony w 2000 roku. W konkurencji tej może brać udział tylko 1 reprezentant każdego kraju (z wyjątkiem zdobywcy tytułu mistrza świata).
| Rok  | Miejsce rozegrania               | Złoto                           | Srebro                                | Brąz                                                            |
| ---- | -------------------------------- | ------------------------------- | ------------------------------------- | --------------------------------------------------------------- |
| 2000 | São Brás de Alportel, Portugalia | Francja Philippe Quintais       | Belgia Claudy Weibel                  | Mauritius Naden Murthen Madagaskar Patrik Ramaminirina          |
| 2001 | Monako, Monako                   | Francja Philippe Quintais       | Senegal François Ndiaye               | Mauritius Naden Murthen Monako                                  |
| 2002 | Grenoble, Francja                | Francja Philippe Quintais       | Madagaskar Jean Randrianandrasana     | Belgia Claudy Weibel Luksemburg Gabriel VELLESE                 |
| 2003 | Genewa, Szwajcaria               | Francja Philippe Quintais       | Belgia Claudy Weibel                  | Wybrzeże Kości Słoniowej Adouna Kouande Hiszpania Sergio GARCIA |
| 2004 | Grenoble, Francja                | Tunezja Sami Atallah            | Madagaskar Jean-Jacky RANDRIANANDRASA | Benin Gérard Agossa Tajlandia Phusa Ad THALEUNGLAT              |
| 2005 | Bruksela, Belgia                 | Tajlandia Phusa Ad Thaleungkiat | Benin Gérard Agossa                   | Kanada Thomas Pouplot Senegal Francois N’Diaye                  |
| 2006 | Grenoble, Francja                | Tajlandia Phusa Ad Thaleungkiat | Argentyna Nestor Guevara              | Włochy Gianni Laigueglia Tunezja Sami Atallah                   |
| 2007 | Pattaya, Tajlandia               | Madagaskar Carlos Rakotoarivelo | Francja Pascal Milei                  | Polinezja Francuska Yann Nauta Maroko Abdessamad Menkari        |
| 2008 | Dakar, Senegal                   | Maroko Abdessamad El Mankari    | Senegal François N’Diaye              | Burkina Faso Salif Ouedraogo Francja Pascal Milei               |
| 2010 | Izmir, Turcja                    | Francja Bruno Leboursicaud      | Polinezja Francuska Jean Manea        | Belgia Charles Weibel Hiszpania Roberto Carlos Lopez            |

#### Klasyfikacja medalowa
| Miejsce | Kraj                     | Złoto | Srebro | Brąz | Suma |
| ------- | ------------------------ | ----- | ------ | ---- | ---- |
| 1       | Francja                  | 5     | 1      | 1    | 7    |
| 2       | Tajlandia                | 2     | 0      | 1    | 3    |
| 3       | Madagaskar               | 1     | 2      | 1    | 4    |
| 4       | Tunezja                  | 1     | 0      | 1    | 2    |
|         | Maroko                   | 1     | 0      | 1    | 2    |
| 6       | Belgia                   | 0     | 2      | 2    | 4    |
| 7       | Senegal                  | 0     | 2      | 1    | 3    |
| 8       | Benin                    | 0     | 1      | 1    | 2    |
|         | Polinezja Francuska      | 0     | 1      | 1    | 2    |
| 10      | Argentyna                | 0     | 1      | 0    | 1    |
| 11      | Mauritius                | 0     | 0      | 2    | 2    |
|         | Hiszpania                | 0     | 0      | 2    | 2    |
| 13      | Wybrzeże Kości Słoniowej | 0     | 0      | 1    | 1    |
|         | Luksemburg               | 0     | 0      | 1    | 1    |
|         | Kanada                   | 0     | 0      | 1    | 1    |
|         | Burkina Faso             | 0     | 0      | 1    | 1    |
|         | Monako                   | 0     | 0      | 1    | 1    |
|         | Włochy                   | 0     | 0      | 1    | 1    |

## Mistrzostwa świata kobiet
Rozegrano je po raz pierwszy w 1988 w Palma de Mallorca (Hiszpania). Rozgrywane są co 2 lata, na przemian z Mistrzostwami Europy kobiet.

### Triplety
| Rok  | Miejsce rozegrania           | Złoto                                                                             | Srebro                                                                                   | Brąz |
| ---- | ---------------------------- | --------------------------------------------------------------------------------- | ---------------------------------------------------------------------------------------- | --- |
| 1988 | Palma de Mallorca, Hiszpania | Tajlandia Pairat MEESAB, Varaporn SOMJIPRASERT, Thongsi THAMMAKORD                | Szwecja Christel ERIKSSON, Lotta LARSSON, Maria DAVIDSSON                                | Kanada Lyne MORIN, Marie-Paule SAINT LOUIS, Charlotte BERNARD                                                                                                   |
| 1990 | Bangkok, Tajlandia           | Tajlandia Pairat MEESAB, Varaporn SOMJIPRASERT, Thongsi THAMMAKORD                | Francja Aline DOLE, Sylvette INNOCENTI, Ranya KOUADRI                                    | Tajlandia 1 Viva JARUDACHA, Wongden SOMSAKUL, Valie TANACHAISITTIKUL                                                                                            |
| 1992 | Lozanna, Szwajcaria          | Francja Aline DOLE, Ranya KOUADRI, Christine VIREBAYRE                            | Tajlandia 2 Pairat MEESAB, Varaporn SOMJIPRASERT, Thongsi THAMMAKORD                     | Tajlandia 1 Boonyom CHANSONG, Thongkam PEANGREE, Pheatchabat TOSSAPONG                                                                                          |
| 1994 | Luksemburg, Luksemburg       | Francja Nathalie GELIN, Michèle MOULIN, Sylvette INNOCENTI                        | Kanada Charlotte BERNARD, Sonia COULOMB, Louisette RATTE                                 | Madagaskar Hantarivah RANDRIANASOA, Annie-Russel RAKOTONNIAINA, Francine RANDRIANNTENAINA-VALONA                                                                |
| 1996 | Pori, Finlandia              | Hiszpania Maria PATERNA, Jeronima BALLESTA, Catalina MAYOL, Rosario INES          | Francja 2 Nathalie GELIN, Michèle MOULIN, Sylvette INNOCENTI                             | Madagaskar Volana RAJAONA, Simone RANOROSOA, Bella RANDIRANSOLO, Minotiana RAVOJA                                                                               |
| 1998 | Sztokholm, Szwecja           | Hiszpania Rosario PASTOR, Jeronima BALLESTA, Catalina MAYOL, Rosario INES         | Francja Angélique COLOMBET, Ranya KOUADRI, Aline DOLE, Peggy MILEI                       | Belgia Linda GOBLET, Nancy BARZIN, Fabienne BERDOYES, Claude HERIN                                                                                              |
| 2000 | Hyères, Francja              | Belgia Berdoyes, Barzin, Goblet, Odenna                                           | Dania Sonja PAULSEN, Susanne KRAMER, Lene KAABERBEL, Tine HANSEN                         | Hiszpania Maria-José DIAZ, Yolanda MATARRANZ, Maria Jose PERES, Marisa RUIZ                                                                                     |
| 2002 | La Tuque, Kanada             | Hiszpania Jeronima BALLESTA, Maria-José DIAZ, Maria-José PERES, Yolanda MATARRANZ | Tajlandia Thongsri THAMMAKORD, Waraporn MANMAD, Yanin LERTWISETKAEW, Noknoi YOUNGCHAM    | Maroko Asmaa Bernoussi, Latifa Ouaba, Ouissal Khoubane, Hajar Fahmi                                                                                             |
| 2004 | Maspalomas, Hiszpania        | Tajlandia Thammakord, Youncham, Wongchuvej, Kamsawang                             | Niemcy Daniela Thelen, Gudrun Deterding, Lara Eble, Annick Hess                          | Izrael Gali SHRIKI, Esther RACHMONI, Margalit OSSI, Sivan SIRI Szwajcaria Corinne ALTHAUS, Prescilia MUFALE, Ludivine MAITRE, Nathalie POGET-RIZZADI            |
| 2006 | Grenoble, Francja            | Tajlandia Thammakord, Youncham, Wongchuvej, Kamsawang                             | Tunezja Mouna BEJI – Nadia BEN ABDESSELEM – Monia SAHAL – Saoussen BELAID                | Francja 1 Szwecja |
| 2008 | Samsun, Turcja               | Hiszpania Yolanda MATARRANZ, Silvia GARCES, Ines ROSARIO, Jeronima BALLESTA       | Tajlandia A SUJITTRA CHUAMUNG, JANJIRA HANSUWAN, KANNIKA LIMWANICH, SUPHANNEE WONGSUT    | Francja Tajlandia B |
| 2009 | Suphan Buri, Tajlandia       | Tajlandia Thong Thamakord, Ph. Wongchevej, Suphannee Wongsut, Sansithon Jaichun   | Francja Angélique Papon, Ranya Kouadri, Ludivine D.Isidoro, M.Christine Virebayre        | Hiszpania Jeronima Ballesta, Sylvia Garces, Ines Rosario, Yolanda Matarranz Wietnam Phan Thị Thúy Diễm, Phan Thị Ánh Hồng, Nguyễn Thị Trúc Mai, Nguyễn Thị Thi  |
| 2011 | Kamal, Turcja                | Tunezja Mouna BEJI, Monia SAHAL, Nadia Ben ABDESLEM, Sawsen BELAID                | Tajlandia 2 Uraiwan HIRANWONG, Kannika LIMWANICH, Nattaya YOOTHONG, Nantawan FUEANGSANIT | Hiszpania Lizon INES, Yolanda MATARRANZ, Silvia GARCES, Veronica MARTINEZ Francja Anna MAILLARD, Marie-Christine VIREBAYRE, Angelique PAPON, Ludivine D’ISIDORO |

#### Klasyfikacja medalowa
| Miejsce | Kraj       | Złoto | Srebro | Brąz | Suma |
| ------- | ---------- | ----- | ------ | ---- | ---- |
| 1       | Tajlandia  | 5     | 4      | 3    | 12   |
| 2       | Hiszpania  | 4     | 0      | 3    | 7    |
| 3       | Francja    | 2     | 4      | 3    | 9    |
| 4       | Tunezja    | 1     | 1      | 0    | 2    |
| 5       | Belgia     | 1     | 0      | 1    | 2    |
| 6       | Szwecja    | 0     | 1      | 1    | 2    |
|         | Kanada     | 0     | 1      | 1    | 2    |
| 8       | Dania      | 0     | 1      | 0    | 1    |
|         | Niemcy     | 0     | 1      | 0    | 1    |
| 10      | Madagaskar | 0     | 0      | 2    | 2    |
| 11      | Izrael     | 0     | 0      | 1    | 1    |
|         | Maroko     | 0     | 0      | 1    | 1    |
|         | Szwajcaria | 0     | 0      | 1    | 1    |
|         | Wietnam    | 0     | 0      | 1    | 1    |

### Strzał precyzyjny
| Rok  | Miejsce rozegrania     | Złoto                                    | Srebro                       | Brąz                                                 |
| ---- | ---------------------- | ---------------------------------------- | ---------------------------- | ---------------------------------------------------- |
| 2002 | La Tuque, Kanada       | Hiszpania Yolanda Mattaranz              | Szwecja Eva Carlsson         | Kanada Maryse Bergeron Francja Cynthia Quennehen     |
| 2004 | Maspalomas, Hiszpania  | Tajlandia Thomgsri Thamakord             | Kanada Maryse Bergeron       | Hiszpania Rosario Inez Izrael Margalit Ossi          |
| 2006 | Grenoble, Francja      | Francja Angelique Papon                  | Tajlandia Thomgsri Thamakord | Wielka Brytania Vanessa Webb Holandia Karin Rudolfs  |
| 2008 | Samsun, Turcja         | Francja Angelique Papon                  | Holandia RUDOLFS Karin       | Tajlandia THAMAKORD Thongsri Tunezja BEJI Mouna      |
| 2009 | Suphan Buri, Tajlandia | Francja Angelique Papon                  | Hiszpania Ines Rosario       | Kanada Maryse BERGERON Tajlandia Phantipa WONGCHUVEJ |
| 2011 | Kamal, Turcja          | Madagaskar Hanta Francine RANDRIAMBAHINY | Kanada Maryse BERGERON       | Anglia Sarah HUNTLEY Francja Angelique PAPON         |

#### Klasyfikacja medalowa
| Miejsce | Kraj            | Złoto | Srebro | Brąz | Suma |
| ------- | --------------- | ----- | ------ | ---- | ---- |
| 1       | Francja         | 3     | 0      | 2    | 5    |
| 2       | Tajlandia       | 1     | 1      | 2    | 4    |
| 3       | Hiszpania       | 1     | 1      | 1    | 3    |
| 4       | Madagaskar      | 1     | 0      | 0    | 1    |
| 5       | Kanada          | 0     | 2      | 2    | 4    |
| 6       | Holandia        | 0     | 1      | 1    | 2    |
| 7       | Szwecja         | 0     | 1      | 0    | 1    |
| 8       | Izrael          | 0     | 0      | 1    | 1    |
|         | Wielka Brytania | 0     | 0      | 1    | 1    |
|         | Turcja          | 0     | 0      | 1    | 1    |
|         | Anglia          | 0     | 0      | 1    | 1    |

## Mistrzostwa świata juniorów
Po raz pierwszy odbyły się w 1987 r. w Hasselt (Belgia). Rozgrywane są co 2 lata, na przemian z Mistrzostwami Europy juniorów.

### Triplety
| Rok  | Miejsce rozegrania       | Złoto | Srebro                                                                                  | Brąz |
| ---- | ------------------------ | --- | --------------------------------------------------------------------------------------- | --- |
| 1987 | Hasselt, Belgia          | Francja Fabrice KELLE, Laurent REMIATTE, Christophe BONIN, Christophe MARCHAND                                                       | Algieria Rachid BELAID, Yassine SELHAOUI, Yazid TERIAKI, Zine Eddine BECHENOUNE         | Tunezja Soufiane LANDOULSI, Adel MOUINE, Moëz HAMMAMI, Sami HEMDANI                                                |
| 1989 | Tunis, Tunezja           | Francja Frank FERRAZOLA, Marian BARTHELEMY, Armand DUMANOIS, Dominique ROIS-PONS                                                     | Belgia Joël MARCHANDISE, Jean-François HEMON, Olivier BAVAY, Eric LAGNEAUX              | Madagaskar Jean-Claude RASENDRARIVO, Jean-Christian RAKOTONIRIVA, Alain-François ANDRIANARIVELO                    |
| 1991 | Malmö, Szwecja           | Belgia William VANDERBIEST, Laurent MOMMENS, Laurent LABYE, Eric LAGNEAUX                                                            | Tajlandia Parinya PUNNAPIROM, Sirichai SIRINAM, Somkuan TANGSRI, Master Ball KAEW-INCHA | Algieria |
| 1993 | Casablanca, Algieria     | Belgia Vincent VANWETSWINKEL, Frederic CONSTANT, Cedric MOURDRE, William VANDERBIEST                                                 | Niemcy Tobias JACKEL, Marco MARGRANDER, Andrea MAHNERT, Michael FRIESE                  | Tajlandia Tiva JANTARANGKUL, Kitti SAPSAT, Jeeradet KANTIWANIT                                                     |
| 1995 | Saragossa, Hiszpania     | Hiszpania B Eduardo REINA Francisco AMOROS, Joaquin ROMERO, Francisco Javier RODRIGUEZ                                               | Hiszpania A Borja DELGADO, Daniel CAŃAMARES, Joaquin MEDINA, Manuel FERNANDEZ           | Szwecja Björn IVARSSON, Kristoffer ERIKSSON, Petrus BERGGREN, Bo-Göran JACOBSSON                                   |
| 1997 | Genewa, Szwajcaria       | Hiszpania Raul Lao FERNANDEZ, Joaqin Medina SANCHEZ, David Corrales CAMARA, Ruben Martinez MACIA                                     | Tajlandia Vinit JARUPANICHKUL, Pravet PANYA, Samran KETNAK, Pongsak SAPYEN              | Tunezja H. MEZZI, A. BRINUS, H. CHELLY, M. SOUAI                                                                   |
| 1999 | Phuket, Tajlandia        | Francja Ludovic LABRUE, Alexandre RUFFO, Romain SCULTORE, Nicolas TAVIAND                                                            | Szwajcaria Marc TESSARI, Michael SALAMIN, Gary VON BERGEN, Guillen DAYER                | Finlandia Tero HAAPANEN, Aleksi LESKINEN, Tuomas LESKINEN, Kimmo RANTANEN                                          |
| 2001 | Lons-le-Saunier, Francja | Belgia Jérémy PARDOEN, Julien GOBLET, Renaat BORRE, Robin HENDERYCKZ                                                                 | Szwecja Tony VAN HOUTEN, Jimmy VAN HOUTEN, Edward KARP, Patrik NOREN                    | Hiszpania Antonio CIFENTUEZ, Sergio FERNANDEZ, Sergio HEREDIA, Javier HIDALGO                                      |
| 2003 | Brno, Czechy             | Madagaskar Sitraka T. ANDRIAMAMPIADANA, Lahatra H. RANDRIAMANANTANY, Zoël Tonitsihoarana ALHENJ, Mahefa Dimbinirina ANDRIAMAMPIADANA | Algieria Sofiane BOUKHOBZA, Mohamed TALHA, Mohamed MEREZI                               | Hiszpania Jesus PEREZ, Ruben GONZALES, Sergio MUŇOZ, Javier HIDALGO                                                |
| 2005 | Longueuil, Kanada        | Francja Kevin MALBEC, Tony PERRET, Dylan ROCHER, Angy SAVIN                                                                          | Hiszpania Oscar ALBEROLA, Abel FERNANDEZ, Julian Sergio MUNOZ, Jose Fernando PEREZ      | Estonia Margus BERKMANN, Sten OLMRE, Rainer VAGA Tunezja Aminie AYARI, Achraf BEN KHALIFA, Sadok EZZI, Taieb LARBI |
| 2007 | Suwa, Japonia            | Francja Camacaris Mathias, Rocher Dylan, Savin Angy, Clere Logan                                                                     | Hiszpania Lorenzo Mendez, Juan Carlos Sogorb, Christian Medina, Juan Amer               | Włochy Polinezja Francuska                                                                                         |
| 2009 | Monastyr, Tunezja        | Włochy BASSO Alessandro, FARINO Alessio, RIZZI Diego, RATTENNI Gian                                                                  | Francja MOUREAUX FONTAN Vianney, CHAMPIGNEUIL Kenny, SANS Jérémy, BLAZCZAK Gaëtan       | Hiszpania Garcia, Cabarello, Sogorb, Bernabe Maroko Belahsen, Ben Mmidouch, Souabni, El Berdichi                   |

#### Klasyfikacja medalowa
| Miejsce | Kraj                | Złoto | Srebro | Brąz | Suma |
| ------- | ------------------- | ----- | ------ | ---- | ---- |
| 1       | Francja             | 5     | 1      | 0    | 6    |
| 2       | Belgia              | 3     | 1      | 0    | 4    |
| 3       | Hiszpania           | 2     | 3      | 3    | 8    |
| 4       | Madagaskar          | 1     | 0      | 1    | 2    |
|         | Włochy              | 1     | 0      | 1    | 2    |
| 6       | Tajlandia           | 0     | 2      | 1    | 3    |
|         | Algieria            | 0     | 2      | 1    | 3    |
| 8       | Szwecja             | 0     | 1      | 0    | 1    |
| 9       | Szwajcaria          | 0     | 1      | 0    | 1    |
|         | Niemcy              | 0     | 1      | 0    | 1    |
| 11      | Tunezja             | 0     | 0      | 3    | 3    |
| 12      | Finlandia           | 0     | 0      | 1    | 1    |
|         | Estonia             | 0     | 0      | 1    | 1    |
|         | Polinezja Francuska | 0     | 0      | 1    | 1    |
|         | Maroko              | 0     | 0      | 1    | 1    |

### Strzał precyzyjny
W 2003 r. w Brnie Jędrzej Śliż zdobył dla Polski brązowy medal za konkurs strzału precyzyjnego. Jest to jedyny medal zdobyty przez reprezentanta Polski na mistrzostwach świata (i Europy) w historii polskiej petanki.
| Rok  | Miejsce rozegrania       | Złoto                          | Srebro                   | Brąz                                                |
| ---- | ------------------------ | ------------------------------ | ------------------------ | --------------------------------------------------- |
| 2001 | Lons-le-Saunier, Francja | Dania Johnni Chortsen          | Belgia Jeremy Pardoen    | Hiszpania Sergio Fernandez Niemcy Dominique TSUROPA |
| 2003 | Brno, Czechy             | Belgia Cedric Roquet           | Włochy Simon Salto       | Polska Jędrzej Śliż Tunezja Heithem Sellami         |
| 2005 | Longueuil, Kanada        | Francja Kevin Malbec           | Hiszpania Oscar Alberola | Belgia Julien Chardon Włochy Fabrizio Bottero       |
| 2007 | Suwa, Japonia            | Tajlandia Sarayoot KAEWPUDPONG | Hiszpania Lorenzo Mendez | Francja Dylan Rocher Szwecja Jessica Johansson      |
| 2009 | Monastyr, Tunezja        | Tajlandia Sarayoot KAEWPUDPONG | Belgia Alexandre DYLAN   | Włochy Diego RIZZI Madagaskar Mahefa RANDRIANARISON |

#### Klasyfikacja medalowa
| Miejsce | Kraj       | Złoto | Srebro | Brąz | Suma |
| ------- | ---------- | ----- | ------ | ---- | ---- |
| 1       | Tajlandia  | 2     | 0      | 0    | 2    |
| 2       | Belgia     | 1     | 2      | 1    | 4    |
| 3       | Francja    | 1     | 0      | 1    | 2    |
| 4       | Dania      | 1     | 0      | 0    | 1    |
| 5       | Hiszpania  | 0     | 2      | 1    | 3    |
| 6       | Włochy     | 0     | 1      | 2    | 3    |
| 7       | Polska     | 0     | 0      | 1    | 1    |
|         | Szwecja    | 0     | 0      | 1    | 1    |
|         | Tunezja    | 0     | 0      | 1    | 1    |
|         | Niemcy     | 0     | 0      | 1    | 1    |
|         | Madagaskar | 0     | 0      | 1    | 1    |